# Pablo Honey
Pablo Honey es el nombre del álbum debut de la banda británica de rock alternativo Radiohead. Fue lanzado al mercado por EMI, Parlophone y Capitol Records el 22 de febrero de 1993. Su gran éxito fue el sencillo "Creep". La versión estadounidense del álbum tiene una versión especial de "Creep", en la cual el fuckin pronunciado antes del coro es reemplazado por very. El tema "Creep" surgió accidentalmente ya que era una canción que Jonny Greenwood odiaba y trataba de arruinar con ruidos discordantes, así nació el acorde distorsionado, que cambia el ritmo y clima del tema. El mismo llegó al puesto 27 de la Billboard. Las versiones japonesas en cambio tienen un total de 17 pistas, siendo las nuevas: "Pop Is Dead", "Inside my Head", "Million Dollar Question" y dos versiones en directo de "Creep" y "Ripcord".

## Grabación
Después de un largo letargo, mientras que los miembros asistieron a la universidad, la banda "On a Friday" volvió a reunirse a principios de 1990, convirtiéndose en accesorios de la escena local de Oxford con una serie de grabaciones de demos y conciertos en vivo con buena asistencia, para finalmente firmar con EMI / Parlophone y cambiar su nombre a Radiohead. El primer lanzamiento oficial de la banda, el "Drill EP", fue producido por sus gerentes Chris Hufford y Bryce Edge, y se vendió poco. Para su álbum debut, la banda buscó las habilidades de producción de Massachusetts -donde se encontraban Paul Kolderie y Sean Slade, responsables de Dinosaur Jr. y Buffalo Tom, álbumes de los que eran fanes.
Varios meses antes del álbum, la banda salió con su debut "Creep" sola. De acuerdo con el bajista Colin Greenwood , "Creep" había sido escrita por el guitarrista cantante / ritmo Thom Yorke en algún momento a finales de 1980, mientras estaba en la Universidad de Exeter, y fue compartida con otros miembros de la banda, que eran en su mayoría muy entusiasta, citando la canción como una razón para seguir haciendo música juntos. Sin embargo, no fue incluido en ninguna de sus primeros cintas de demostración de los años 90 y no había sido parte de su set en vivo. En ese momento, "Inside My Head" (que más tarde sería lanzado como b-side de "Creep") era considerado un buen candidato para el primer sencillo de la banda.
En algún momento de 1992, la banda comenzó una actuación improvisada de "Creep" en una sesión de grabación, refiriéndose a ella como su "Canción de Scott Walker" porque les recordaba a uno de sus ídolos musicales. El rumor dice que los famosos crujidos de guitarra de Johnny Greenwood en el coro eran supuestamente un intento de arruinar una canción que no le gustaba. El productor Paul Kolderie declaró que "Jonny tocaba el piano al final de la canción y fue maravilloso" (aunque el piano se mezcló en el momento equivocado, la banda decidió mantener la toma completa con error, no por última vez [ aclaración necesaria ] ). "Todo el que oyó 'creep'  comenzaba a volverse loco. Así que eso es lo que nos hizo el trabajo de hacer el álbum. "Tan pronto como sus directivos y productores se dieron cuenta de que la canción era original (no una versión de Scott Walker), otros proyectos fueron puestos en un segundo plano, para sorpresa de la banda, y "Creep" fue lanzado como single limitado al público a finales de 1992. Sin embargo, el único single inicialmente no llegó a ninguna parte. Incluso llegó a la lista negra de la BBC Radio 1 por ser demasiado deprimente.
Mientras tanto, la mayor parte del álbum fue grabado, en el otoño de 1992. Las sesiones de grabación se terminaron muy rápido, ya que la banda había estado tocando muchas de estas canciones durante años. Sin embargo, lo que terminó en Pablo Honey representa sólo una fracción de su material grabado en On a Friday por la época, con muy poca superposición con demostraciones anteriores. El álbum, una vez fue descrito por un miembro de Radiohead como "Nuestros grandes éxitos como una banda sin firmar", con texturas suaves sónicas, voces himnos, y las paredes de ruido guitarra. Sin embargo, "Prove Yourself", que había conducido fuera del Drill EP, reaparece en una grabación diferente, al igual que "You" y "Thinking About You" en versiones adaptados.

## Recepción
En el clima musical alternativo pesado de 1993, Pablo Honey no recibió una atención especial. Sin embargo, varios críticos estaban entusiasmados con el próximo lanzamiento debut de la banda. NME se refirió a la banda como "una de las esperanzas más brillantes del rock." [6] En los Estados Unidos, su single debut, "Creep", instó a los observadores de la industria y los aficionados a establecer paralelismos entre Radiohead y Nirvana, con algo de Radiohead incluso promocionando como el "Nirvana británico". [13]
Pablo Honey no obtendría el aplauso generalizado de los álbumes posteriores de Radiohead, pero recibió una reacción crítica en general favorable. NME le otorgó la calificación de 7/10, presagiando el futuro éxito de la banda por lo describió como "uno de los debuts defectuosos pero satisfactorios que sugieren que el talento de Radiohead florecerá más adelante." La revista criticó la canción "How Do You?", afirmando que "rompe el esquema de Pablo Honey... horriblemente". 
La revista Q, que también estableció comparaciones con Nirvana, galardonó al álbum con 3 de 5 estrellas, lo que equivale a un "buen" álbum, y escribió: "La adolescencia británica nunca había sido más gruñona. Los mejores rivales: Nirvana, Dinosaur Jr., The Smashing Pumpkins e incluso Sugar. [8] Record Collector, también calificó el álbum con 3 de 5 estrellas, lo describió como un "disco debut prometedor", y encomiando su primer sencillo: "contiene su mayor single, 'Creep'. Un blues de 12 compases que ataca con una guitarra crujiente añadida. "Un tema recurrente en los exámenes británicos era que la primera mitad del álbum (donde se colocan sus tres singles), con la excepción de "How Do You?", Superaban a la del segunda mitad, que se sentían a menudo descendidos en banales estilos de post-grunge.
En Estados Unidos, varias revistas musicales le dieron al álbum críticas positivas. Rolling Stone escribió en su examen de fin de año que "Lo que les eleva al encanto fabuloso no sólo es la retroalimentación y rasgueando furia de su guitarwork y el dinamismo de su susurro-a-un-grito o las estructuras de las canciones, que recuerdan a The Who en concepto de principios del Jam, si no la forma en que sus melodías sólidas y coros resuenan a apelación pop. Billboard dijo del álbum: "Este quinteto de Reino Unido está preparado para la explosión en la escena americana con iniciales pistas de rock moderno " Creep, tiene una tensa guitarra dominada que aparece en forma expurgada en este álbum debut. Ciertas pistas aquí puede recordar a U2 (gracias en gran parte a Thom Yorke por sus manierismos vocales y texturizada guitarra global), pero las canciones tienen suficiente mordida para que tengan un estilo propio. "Ripcord, "I Can't" y "Blow Out" todas contienen el entusiasmo suficiente para calentar en los radiomercados futuros"
Entertainment Weekly le dio al álbum una calificación de "B", opinando que de tipo Smiths compañeros autoconciencia con Thom Yorke con una voz a lo U2 y guitarras "dramáticas", con estilo Cure, pesado, pero crujiente para ser pop." Stephen Thomas Erlewine de Allmusic también atrajo comparaciones con U2, escribiendo: ". El álbum debut de Radiohead, Pablo Honey, es una colección prometedora que combina el rock himno de U2 con largos pasajes, instrumentales atmosféricas y un ataque de triple guitarra apasionante que es alternativamente suave y un estilo vigorosamente ruidoso. "El grupo tiene dificultad para escribir un conjunto de canciones que no son tan convincentes como su sonido, pero cuando logran dar en el blanco - como en 'Anyone Can Play Guitar' 'Blow Out', y su despresivo single 'Creep' - la banda logra un poder excepcional que resulta visceral e inteligente ". Erlewine nombra a sus singles "Creep" y "Stop Whispering", junto con la balada acústica "Thinking About You", como los mejores temas del álbum.
Mario Mundoz de Los Angeles Times escribió: "El debut de este quinteto inglés en realidad no entrega nada que no haya escuchado antes, conduciendo demasiado cerca de melodías similares a las de "The Smiths" y tratando siempre tan difícilmente estar deprimido en la forma en que "The Cure" popularizó. De vez en cuando, sin embargo, sí ofrece letras inteligentes y buenos ganchos. " Robert Christgau no recomendó el álbum, pero nombró a  'Creep', como "una elección independiente".

## Retrospectiva
Aunque la liberación de Pablo Honey no se cumplió con el fervor crítico de álbumes posteriores de Radiohead, ha recibido elogios en la prensa retrospectiva. El guitarrista Jonny Greenwood ha expresado la opinión de que el álbum ha sido subestimado un poco desde la liberación. [17] NME colocó el 35º álbum de los 50 álbumes que aparezca en la lista de la revista de fin de año para 1993, lo describió como "un retroceso a una tradición de cosecha propia de los grandes álbumes de guitarra de la banda ". [18] en 1998, los lectores de la revista Q votaron Pablo Honey el 61º álbum más grande de todos los tiempos.una encuesta vio Pablo Honey votaron número 100 en la parte superior de todos los tiempos 1000 álbumes. En 2004, Q incluido "Lurgee" y "Blow Out" una lista de veinte menos conocidas canciones esenciales, Radiohead como parte de sus "1.010 canciones Recuerda que debes tener".  En 2006, Classic Rock reconocieron la importancia de la contribución de Pablo Honey 's de la música popular en la década de 1990 al incluir el álbum en sus "200 mejores álbumes de la década de los 90" (también aparece en la publicación hermana, metal Hammer) como uno de los 20 mejores discos de 1993. 
En una revisión de 2008, la BBC describió el álbum como "la exploración de los suburbios, la autoconciencia de los adolescentes" de Radiohead, concluyendo: "Todo resultó en una mezcla impresionante que combina los mejores aspectos de rock progresivo (desafiantes letras, cambios de acordes hábiles, novedad compases y demás) con el tono lastimero de la cantante hab escribir canciones y el sonido de un equipo costoso goleó al por expertos. Aunque fueron mejor recibidos álbumes posteriores, este sigue siendo uno de los debuts más impresionantes de la roca ". [23] el mismo año, Blender coloca la 82ª álbum en un artículo titulado "100 discos que hay que poseer", escribiendo: "El autoodio no podría haber encontrado una mejor ejemplificación británica con el sencillo debut de esta banda, que dio al mundo como parte de un álbum que construye muros de tonos de guitarra crujientes en medio del contenido lírico oscuro "[24] En una revisión de Amazon.com, dijo el crítico musical británico Louis Pattison del álbum:" Pablo Honey ... es mucho más que un relleno 'Anyone Can Play Guitar' es sin duda tan bueno como 'creep'; envuelta en paredes de retroalimentación, que las carreras a ciegas en un coro apocalíptico, frontman Thom Yorke cantando 'A medida que el mundo gira y quema como Londres, voy a estar de pie en la playa con mi guitarra. "Ciertamente, el indie-rock rara vez tiene algo mejor que esto ". [25] En 2009, los editores de Amazon clasificado Pablo Honey 26 en sus" Los 100 mejores álbumes de debut de todos los tiempos ".  En un artículo de 2010, IGN Música ocupó la frecuencia -maligned Pablo Honey como el quinto mejor de siete álbumes de estudio de Radiohead, escribiendo: "¿Es un clásico? Sí. Pero si tenemos en cuenta que Radiohead se convertiría en una de las bandas más innovadoras de la década, Pablo Honey siente algo convencional. Eso no lo hace menos impresionante, sin embargo. " Con el tiempo, la banda comenzó a caer en muchas de las canciones en el álbum de setlists vivos. Sin embargo, desde el comienzo del nuevo milenio," You "," Creep "," Lurgee "y" Blow Out ", han recibido transmisiones en vivo

## Lista de canciones
Todas las canciones compuestas por Thom Yorke. «Creep» también acreditado a Albert Hammond y Mike Hazelwood.

| N.º | Título                   | Duración |  |
| 1.  | «You»                    | 3:29     |  |
| 2.  | «Creep»                  | 3:56     |  |
| 3.  | «How Do You?»            | 2:12     |  |
| 4.  | «Stop Whispering»        | 5:26     |  |
| 5.  | «Thinking About You»     | 2:41     |  |
| 6.  | «Anyone Can Play Guitar» | 3:38     |  |
| 7.  | «Ripcord»                | 3:10     |  |
| 8.  | «Vegetable»              | 3:13     |  |
| 9.  | «Prove Yourself»         | 2:25     |  |
| 10. | «I Can't»                | 4:13     |  |
| 11. | «Lurgee»                 | 3:08     |  |
| 12. | «Blow Out»               | 4:40     |  |

Bonus Track Edición Estados Unidos

| N.º | Título                  | Duración |  |
| 13. | «Creep (radio version)» | 3:59     |  |

Bonus Track Edición Japonesa

| N.º | Título                    | Duración |  |
| 13. | «Pop Is Dead»             | 2:13     |  |
| 14. | «Inside My Head»          | 3:12     |  |
| 15. | «Million Dollar Question» | 3:17     |  |
| 16. | «Creep (Live)»            | 4:05     |  |
| 17. | «Ripcord (Live)»          | 3:13     |  |

Collectors Edition Disc 2 (2009)

| N.º | Título                                                      | Duración |  |
| 1.  | «Prove Yourself» (demo)                                     | 2:33     |  |
| 2.  | «Stupid Car» (demo)                                         | 2:25     |  |
| 3.  | «You» (demo)                                                | 3:24     |  |
| 4.  | «Thinking About You» (demo)                                 | 2:15     |  |
| 5.  | «Inside My Head»                                            | 3:11     |  |
| 6.  | «Million Dollar Question»                                   | 3:18     |  |
| 7.  | «Yes I Am»                                                  | 4:25     |  |
| 8.  | «Blow Out» (remix)                                          | 4:18     |  |
| 9.  | «Inside My Head» (live)                                     | 3:05     |  |
| 10. | «Creep» (acoustic)                                          | 4:18     |  |
| 11. | «Vegetable» (live)                                          | 3:08     |  |
| 12. | «Killer Cars» (live)                                        | 2:14     |  |
| 13. | «Faithless, The Wonder Boy»                                 | 4:13     |  |
| 14. | «Coke Babies»                                               | 2:59     |  |
| 15. | «Pop Is Dead»                                               | 2:12     |  |
| 16. | «Banana Co.» (acoustic)                                     | 2:26     |  |
| 17. | «Ripcord» (live)                                            | 3:15     |  |
| 18. | «Stop Whispering» (US version)                              | 4:11     |  |
| 19. | «Prove Yourself» (BBC Radio One Session - 22 June 1992)     | 2:28     |  |
| 20. | «Creep» (BBC Radio One Session - 22 June 1992)              | 4:02     |  |
| 21. | «I Can't» (BBC Radio One Session - 22 June 1992)            | 3:55     |  |
| 22. | «Nothing Touches Me» (BBC Radio One Session - 22 June 1992) | 3:49     |  |